# Cavalera Conspiracy
Cavalera Conspiracy é uma banda de thrash metal. Formada em Phoenix, Arizona, nos Estados Unidos, o grupo é composto pelos brasileiros Max Cavalera (vocal e guitarra base) e Igor Cavalera (bateria), que foram os membros fundadores da banda Sepultura. A criação do grupo marca o fim de uma rixa de 10 anos, entre os irmãos que não se falaram durante o período.
O nome da banda foi alterado de Inflikted para Cavalera Conspiracy devido a razões jurídicas, mas o nome antigo ainda batiza o álbum de estreia da banda.

## História

### O Início
Em meados de 2006, Igor Cavalera, já mundialmente conhecido e respeitado, sai do Sepultura, banda que fundou com o seu irmão Max em 1984. Após 10 anos sem se falarem, devido a saída e ruptura de Max com a antiga banda em 1996, ambos fizeram as pazes e Igor passou a se apresentar com Max em alguns shows do Soulfly em 2007, e ainda no mesmo ano, ambos montam um projeto, para alegria dos fãs mais tradicionalistas do Sepultura e se apresentam ao vivo com o nome de Inflikted, que depois seria trocado por "Cavalera Conspiracy", em português, "Conspiração Cavalera", devido a razões jurídicas. O nome partiu de uma ideia do Max, sobre voltar a tocar com o irmão: "É simplesmente mais fácil. Tipo, com outros bateristas eu tenho que explicar as coisas e fazer as contagens para eles. Então quando Iggor e eu tocamos, nós simplesmente fazemos isso naturalmente, nós sabemos. Nós tocamos em uma velocidade que é a nossa própria velocidade e ritmo. Então são coisas muito únicas que eu não encontro em mais ninguém. Mesmo após os 10 anos, nós nos reunimos e tudo é exatamente igual. É como uma conspiração. Uma conspiração Cavalera!" Igor Cavalera também se pronunciou a respeito da reunião: "Nos reunimos como uma família primeiro. Naturalmente a música veio em seguida. No início não tínhamos ideia de que faríamos música de novo. Eu tenho meu próprio projeto novo e isso toma muito do meu tempo. Eu não tinha planos de voltar a fazer um projeto de Metal. Mas ao mesmo tempo foi natural tocar novamente com Max". Max, por sua vez, compara a situação ao "Poderoso Chefão III", dizendo, "Assim que Al Pacino pensou que estava fora, sua família o trouxe de volta à parada! Foi isso que eu fiz: eu o trouxe de volta".
A banda era formada por Max Cavalera como vocalista e guitarrista rítmico, Igor Cavalera como baterista, Marc Rizzo, também membro do Soulfly, como guitarrista solo e Joe Duplantier, guitarrista do Gojira, porém na banda ele seria contrabaixista. Em 2008 é lançado o primeiro full length, Inflikted produzido por Logan Mader e Max Cavalera, sendo o primeiro álbum gravado conjuntamente pelos irmãos desde Roots, 1996. Com um som pesado e destruidor, que se parece muito com o Sepultura dos anos 80, a banda atrai uma legião de fãs pelos EUA e pela Europa, e o disco é considerado um dos melhores do gênero em 2008. O primeiro single a ser lançado foi Sanctuary, que também ganhou um videoclipe. O álbum também conta com um cover para The Exorcist, do Possessed, como faixa bônus. Rex Brown, ex-Pantera (banda), fez participação, tocando baixo na música Ultra-Violent. Richie Cavalera, enteado de Max, e Joe Duplantier também fizeram vocais de apoio para Black Ark. A banda tocou em grandes eventos nos mais diversos países da América e Europa, incluindo festivais como o Norway Rock Festival, Wacken e o SWU, no Brasil. Na turnê do Inflikted, o baixista foi Johny Chow, que viria a gravar então o próximo álbum do grupo.

### Blunt Force Trauma
A banda lançou em 2011 seu segundo álbum, Blunt Force Trauma, no dia 29 de março, novamente produzido por Logan Mader e Max Cavalera, e distribuído pela Roadrunner Records. O álbum segue a mesma receita do seu antecessor: agressividade e brutalidade sonora, com influências de Thrash Metal, Groove Metal, Hardcore e Death Metal. O álbum foi bem recebido pela crítica e pelos fãs. Max Cavalera comentara que "Blunt Force Trauma fará Inflikted soar como música Pop". O primeiro single do álbum foi Killing Inside, que também ganhou um videoclipe. O single foi liberado algumas semanas antes do lançamento oficial do full length. Blunt Force Trauma também contou com um cover de uma música do Black Sabbath, Electric Funeral.

### Atualidade
Em 2014, a banda retornou ao estúdio para gravar o seu mais novo álbum, produzido por John Gray, que anteriormente já havia trabalhado com Max em álbuns do Soulfly. Inicialmente concebido como um álbum de Grindcore com apenas Max e Igor, porém quando o disco foi gravado acabaram por incluir Marc Rizzo nas gravações. "Este é, de fato, o registro mais rápido e mais pesado que eu já tive o prazer de trabalhar com Max Cavalera", comentou Gray. O guitarrista Marc Rizzo também comentou: "Foi incrível gravar o novo álbum do Cavalera Conspiracy. Definitivamente é um terceiro disco rápido e brutal". Em outubro de 2014, a banda lançou o disco, via Napalm Records, com o nome de Pandemonium.
Em maio de 2017 foi anunciado que a banda entrou no estúdio The Platinum Underground em Phoenix, Arizona. Lá gravaram o dsico Psychosis com o produtor Arthur Rizk (Code Orange, Power Trip, Inquisition). Também foi anunciado que estava sendo gravado um documentário sobre as gravações, chamado The Conspiracy Diaries pela Horns Up Rocks!.
Cavalera Conspiracy encerrou o ano de 2023 com diversos shows pela Europa, se apresentando em países como Húngria, Austria, Polônia, Alemanha e outros. O último show de 2023 ocorreu no dia 02 de dezembro e foi realizado em Zlín, na República Checa.

## Discografia
Álbuns de estúdio
| Inflikted                                                             | - Lançamento: 24 de março de 2008 - Selo: Roadrunner Records - Formato: CD, LP, DL        | 76  | 77  | 21 | 27 | 27 | 70 | 40 | 44 | 47  | 72  | - EUA: 9,000+ |
| Blunt Force Trauma                                                    | - Lançamento: 29 de março de 2011 - Selo: Roadrunner Records - Formato: CD, LP, DL        | 99  | 99  | 35 | 45 | 46 | 59 | 31 | 74 | 92  | 123 | - EUA: 5,000+ |
| Pandemonium                                                           | - Lançamento: 31 de outubro de 2014 - Selo: Napalm Records - Formato: CD, LP, DL          | 188 | 163 | —  | 88 | —  | 78 | —  | —  | 182 | 178 | - EUA: 2,600+ |
| Psychosis                                                             | - Lançamento: 21 de outubro de 2017 - Selo: Napalm Records - Formato: CD, LP, DL          | 200 | 150 | 15 | 87 |    |    |    |    |     |     |               |
| Morbid Visions (Re-Record)                                            | - Lançamento: 14 de julho de 2023 - Selo: Nuclear Blast Records - Formato: CD, LP, DL, CS |     |     |    | 22 |    |    |    |    |     |     |               |
| Bestial Devastation (Re-Record)                                       | - Lançamento: 14 de julho de 2023 - Selo: Nuclear Blast Records - Formato: CD, LP, DL, CS |     |     |    |    |    |    |    |    |     |     |               |
| "—" denota que a gravação não alcançou as paradas no país em questão. |                                                                                           |     |     |    |    |    |    |    |    |     |     |               |

## Membros

### Formação atual
- Max Cavalera - vocais e guitarras (2007-Presente)
- Igor Cavalera - bateria e percussão (2007-Presente)

### Ex-integrantes
- Joe Duplantier - baixo (2007-2008)
- Tony Campos - baixo (2012-2013)
- Nate Newton - baixo (2013-2015)
- Marc Rizzo - guitarras (2007-2021)
- Johny Chow - baixo (2008-2012; 2015–2016)

## Videoclipes
| Ano  | Título                   | Diretor          | Álbum              |
| ---- | ------------------------ | ---------------- | ------------------ |
| 2008 | "Sanctuary"              | Rozan & Schmeltz | Inflikted          |
| 2011 | "Killing Inside"         | —                | Blunt Force Trauma |
| 2014 | "Babylonian Pandemonium" | —                | Pandemonium        |
| 2017 | "Spectral War"           | Paul Booth       | Psychosis          |
| 2023 | "Troops Of Doom"         | Ben Clarkson     | Morbid Visions     |